# 阿里 (元朝)
阿里（?—?），元朝回回人，元世祖、元成宗时中书右丞，元武宗时中书左丞，元成宗时中书平章政事。阿合马之同党。
阿里早年时也得忽必烈赏识，说他“年少精敏”，元世祖至元五年（1268年），由御史中丞转任参知政事。至元十九年（1282年），因为依附阿合马，论罪抵死，改为革职，籍没其家。至元二十四年（1287年），再以参知政事转任中书省左丞。至元二十九年（1292年），担任中书省右丞。元成宗大德六年（1302年），担任江浙行省平章政事，专管财赋。大德七年（1303年），担任江浙行省左丞。他和行省左丞高翥等人假借名义买了一万五千盐引，增价转卖于人，被御史弹劾。但是，元成宗还是信任他。大德八年（1304年），召为中书省平章政事。大德十一年（1307年），元武宗即位，阿里为中书省左丞。